# Zurdaka
Zurdaka es un grupo musical chileno oriundo de la ciudad de Concepción, fundado el año 2000 por los músicos Elvert Duran, Christian Estrada y José Burdiles, exintegrantes de las bandas noventeras Chupilca y Tollarto.
Se trata de un rock temático que, incorporando sonidos e instrumentos musicales típicos del folclore nacional, trata temas como la dictadura militar de Chile, la falta de identidad del país, la injusticia social y el conflicto mapuche.
Al poco tiempo de comenzar sus presentaciones en vivo, se integra a Zurdaka el músico y cantante Feliciano Saldías alias "Cachano", exintegrante del grupo Machuca, de la cual se retira junto con José Burdiles, para dedicar todo su tiempo a Zurdaka (y más tarde, también, a su proyecto solista).
Zurdaka tocó en distintos conciertos del ámbito nacional, pero quizá su más grande presentación fue en 2002, en el festival de música Rock al Sur del Mundo, donde compartieron escenario con reconocidas bandas chilenas tales como Los Jaivas, Joe Vasconcellos, Lucybell, Santos Dumont, Emociones Clandestinas, González y los Asistentes, Machuca, Papanegro, Weichafe, La Floripondio, Canal Magdalena, Dracma, entre otros, así como con el argentino Bersuit Vergarabat.
El año 2007, el guitarrista de la banda, Christian "Chazkón" Estrada, se retira del grupo, para afianzar otros proyectos musicales y performáticos personales.

## Integrantes
- Feliciano Saldías, Cachano: voz, guitarra, teclado
- Pollo: Guitarra
- José Burdiles: batería
- Víctor Moris: Bajo
- Peco Olivares : acordeón, vientos

 Otros integrantes 
- Christian Chazkón Estrada: guitarra
- Elvert Duran: segunda voz, guitarra

## Discografía
- 2002 - Zur (demo)
- 2005 - Zurkando (álbum independiente, financiado por Fondart)

## Videografía
- Cruz de Mayo, dirección: Marcelo Gotelli